# گرنج‌ویل (کالیفرنیا)
گرنج‌ویل (به انگلیسی: Grangeville) یک منطقهٔ مسکونی در ایالات متحده آمریکا است که در شهرستان کینگز، کالیفرنیا واقع شده‌است. گرنج‌ویل ۱٫۶۵۷ کیلومتر مربع مساحت و ۴۶۹نفر جمعیت دارد و ۷۶ متر بالاتر از سطح دریا واقع شده‌است.